# Pla cinematogràfic
El  pla cinematogràfic és la unitat narrativa més petita però significativa del fet audiovisual. També fa referència a la part d'una pel·lícula rodada en una única presa. Segons Marcel Martin, "El pla és la unitat de muntatge, el fragment de pel·lícula mínima que, ajuntada amb altres fragments, produirà el film".
Distingim els diferents plans cinematogràfics en funció del punt de vista de la càmera de cinema, és a dir, que establirem els diferents plans segons la distància que hi ha entre la càmera (l'ull de l'espectador) i el subjecte captat per aquesta.

## Tipus de pla o escala del pla
Existeixen múltiples tipus de plans i classificacions d'aquests, però tradicionalment aquests són els principals plans:

### Pla panoràmic o gran pla general

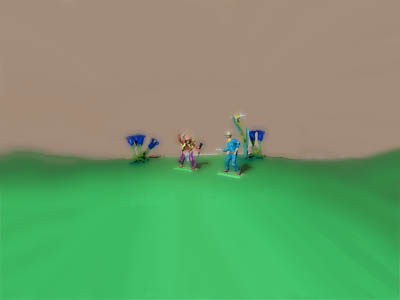
Pla panoràmic o gran pla general

El pla panoràmic mostra un gran escenari o una multitud. El subjecte o no està o bé queda diluït en l'entorn, llunyà, perdut, petit. Té un valor descriptiu i pot adquirir un valor dramàtic quan es pretén destacar la soledat o la petitesa de l'home enfront del medi. Es dona així més rellevància al context que a les figures que es filmen. També s'utilitza per mostrar els paisatges i introduir el lloc on es desenvolupa l'acció.

### Pla general

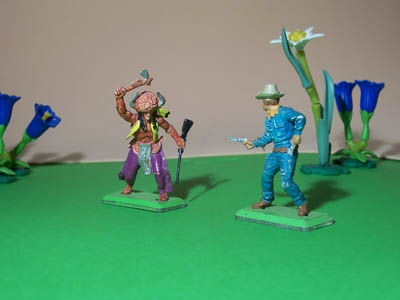
Pla general

El Pla general (PG) presenta als personatges de cos sencer i mostra amb detall l'entorn que els envolta. Abasta gran part de l'escenari natural o decorat. Integra els personatges en el seu ambient. S'utilitza per començar una escena o per situar una acció.

### Pla general curt
El Pla general curt (PGC) és pura i exclusivament de context. Es poden veure els personatges i les seves accions, cobrant així la seva importància. És típic d'interiors.

### Pla conjunt
El Pla conjunt (PC) és l'enquadrament que abraça un grup de personatges. És a dir en el quadre final apareixen dues o més persones. Si dins d'aquest pla no hi ha un moviment intern, podria transmetre els mateixos significats que un pla general.

### Pla figura
El Pla figura (PF), és l'enquadrament on els límits superiors i inferiors coincideixen amb el cap i els peus del subjecte, així doncs, aquest ocupa tota l'escena, encara que en algunes ocasions hi pot haver aire -l'espai buit que s'usa de manera estètica o narrativa dins de l'enquadrament- per damunt del cap. També anomenat pla sencer (PS).

### Pla americà o tres quarts
El Pla americà (PA) capta un personatge des del cap fins a les seves cuixes. Aquest és un enquadrament que va néixer al cinema americà, en el gènere del western, ja que permet mostrar la cara i el revòlver de l'actor en un mateix pla i que quedin centrats i encaixats.

### Pla mitjà
El Pla mitjà (PM) és l'enquadrament on el límit superior coincideix amb el cap del personatge i l'inferior amb la cintura d'aquest. És la distància adequada per mostrar la realitat entre dos subjectes, com és el cas de les entrevistes, ja que permet mostrar el rostre i el llenguatge corporal de les mans.

### Pla mitjà curt

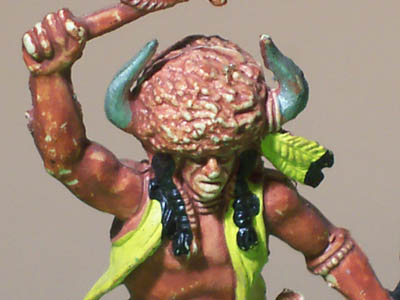
Pla mig curt

El Pla mitjà curt (PMC) captaria el cos des del cap fins a la meitat del pit. Aquest pla ens permet aïllar una sola figura dins un requadre, i descontextualitzar del seu entorn per concentrar-hi la màxima atenció.

### Primer pla
El Primer pla (PP), en el cas de la figura humana, recolliria el rostre i les espatlles. Aquest tipus de pla, igual que el Pla detall i el Primeríssim primer pla, es correspon amb una distància íntima, ja que serveix per mostrar confidència i intimitat respecte al personatge.

### Primeríssim primer pla
El Primeríssim primer pla (PPP) capta des de la base del mentó fins a la part de dalt del cap. El rostre és el missatge a través del qual es pot expressar un pensament, un sentiment o una emoció. Aquí el grau d'intimitat és extrem, així com el percebut per l'espectador que observa la imatge.

### Pla detall
El Pla detall (també anomenat PN), ens permet veure una figura, persona o objecte de molt a prop. En aquesta part es concentra la màxima capacitat expressiva. Serveix per emfatitzar algun element d'aquesta realitat destacant detalls que passen desapercebuts. L'espectador pot veure els sentiments amb només un petit tros de realitat.

### Pla en escorç
La càmera es posiciona a l'esquena d'un personatge, de manera que ens mostra l'espatlla d'aquest i fixa la seva atenció en un altre subjecte que, normalment, parla amb el personatge. Aquest pla és molt utilitzat en les converses entre dos personatges.

### Pla seqüència
Seqüència filmada en continuïtat, sense tall entre plans, en què la càmera es desplaça d'acord amb una meticulosa planificació. Es necessita extres.

### Pla subjectiu o PDV
És la presa que ens mostra directament el punt de vista d'un personatge, o sigui que veiem l'acció i els esdeveniments com si fóssim el personatge mateix dins de la pel·lícula, a més a més el pla també es pot utilitzar per crear misteri, ja que es desconeix la identitat d'aquest.

### Pla objectual
Fa la mateixa funció que el pla subjectiu, tot i que en aquest cas la càmera és col·locada en un objecte.

### Pla voyeur
En aquest cas la càmera ens mostra un punt de vista obtingut per algun tipus de reflex, com pot ser l'aigua, un mirall, algun objecte, etc.

### Pla holandès
En aquest pla la càmera s'inclina uns 45° sobre si mateixa. Aquest pla es fa servir per transmetre inestabilitat, inquietud o per rodar escenes d'acció.

### Pla dorsal
Molt utilitzat en els films de terror, aquest pla ens mostra el subjecte des de darrere, de manera que ens crea una sensació de misteri i temor, ja que aquest no veu el que està darrere seu.

## Variacions d'un pla
Els plans anteriors poden variar segons els següents elements:

### Angulacions de la càmera[5]

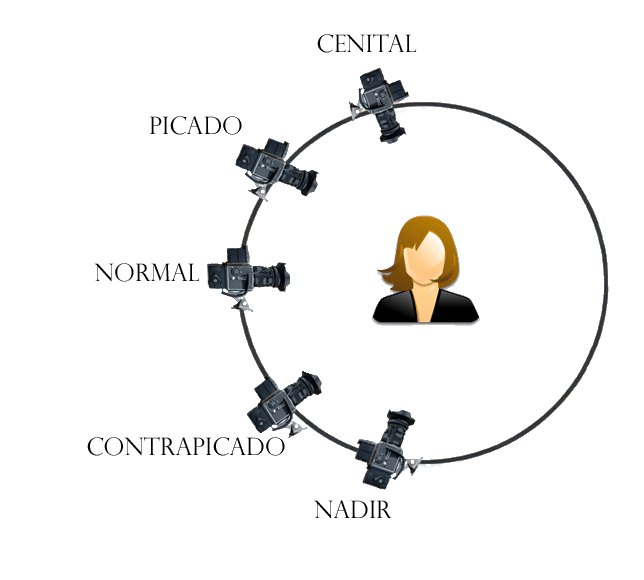
Angulacions de la càmera

- Normal o mig: l'angle de la càmera és paral·lel a l'objecte captat, de manera que transmet naturalitat.
- Picat: la càmera se situa per sobre de l'objecte o subjecte mostrat, formant un angle de 45°, de manera que aquest es veu des de dalt i es crea una sensació de debilitat i inferioritat.
- Contrapicat: la càmera se situa per sota l'objecte o subjecte captat, per tant, el veiem des de baix, creant així una sensació de poder i fortalesa.
- Nadir o supina o contrapicat perfecte: la càmera se situa completament per sota del personatge, en un angle perpendicular a terra, és el contrapicat absolut.
- Zenital o picat perfecte: la càmera se situa completament per sobre del personatge, en un angle també perpendicular, és el picat absolut.
- Aberrant: es varia l'angle de l'eix de la càmera i es torça l'horitzó.
- Presa arran: la càmera se situa arran de terra per a captar l'objecte.

### Alçada de càmera
- Normal: La càmera se situa a una distància del sòl equivalent a la de la vista.
- Baixa: La càmera se situa per sota d'un metre i mig de distància al sòl.
- Alta: Se situa a una distància major a 1,80 metres.

## Característiques

### El marc del pla
El  marc o requadre del pla  podem definir com el límit que retalla rectangular la realitat. En aquest sentit, pot variar en funció del format de la càmera que utilitzem. La mida del requadre incorpora a més expressivitat. D'altra banda, el requadre només selecciona el fragment de la realitat que vol destacar i l'exclou de la resta (descontextualització). A partir d'aquesta selecció se separa de la realitat de la qual forma part i adquireix noves relacions amb els elements als quals s'uneix.

### La mida del pla
És la relació que guarden els objectes o persones amb la superfície del requadre. Aquesta distància no té per què correspondre amb la distància real o física, ja que pot ser fictícia, generada per l'ús d'objectius (distància òptica).

### Enquadrament o angulació del pla
Sigui una persona, un objecte o unes determinades accions. Cada un d'aquests punts de vista ofereixen un angle diferent des del qual es pot registrar la realitat. Hi hauria així dos tipus de plans: els plans d'angulació normal, que són els menys utilitzats. I els plans emfatitzadors, els quals posseeixen al seu torn diferents plans dins d'ells, com els plans en picat, plans en contrapicat, plans aberrants, o plans subjectius.